# ワインの酸

リンゴ酸と酒石酸は、ワイン用のブドウに含まれる主要な酸である。

ワインに含まれる酸は、ワイン醸造及び出来上がったワインに対し、重要な要素となっている。原料のブドウにも産物のワインにも含まれ、ワインの色、バランス、味に直接影響するだけではなく、発酵中の酵母の生育や細菌からの保護にも関与している。ワイン中の酸の量は、滴定酸度として知られ、大部分のワインのpHは、2.9-3.9の間に入る。一般的に、低いpHは高い酸度となるが、pHと酸度の間には直接の関係はない（高pHで高酸度のワインも存在する）。ワインのテイスティングにおいて、「酸味」という言葉は、新鮮で酸っぱい性質を表し、甘味やタンニンの苦味とのバランスで評価される。ワイン用のブドウに含まれる3つの主要な酸は、酒石酸、リンゴ酸、クエン酸である。ワイン醸造においては、酢酸、酪酸、乳酸、コハク酸も重要な役割を果たしている。酢酸以外のワインに含まれる大部分の酸は不揮発性酸である。また醸造の過程で、アスコルビン酸、ソルビン酸、亜硫酸等が用いられることもある。

## 酒石酸

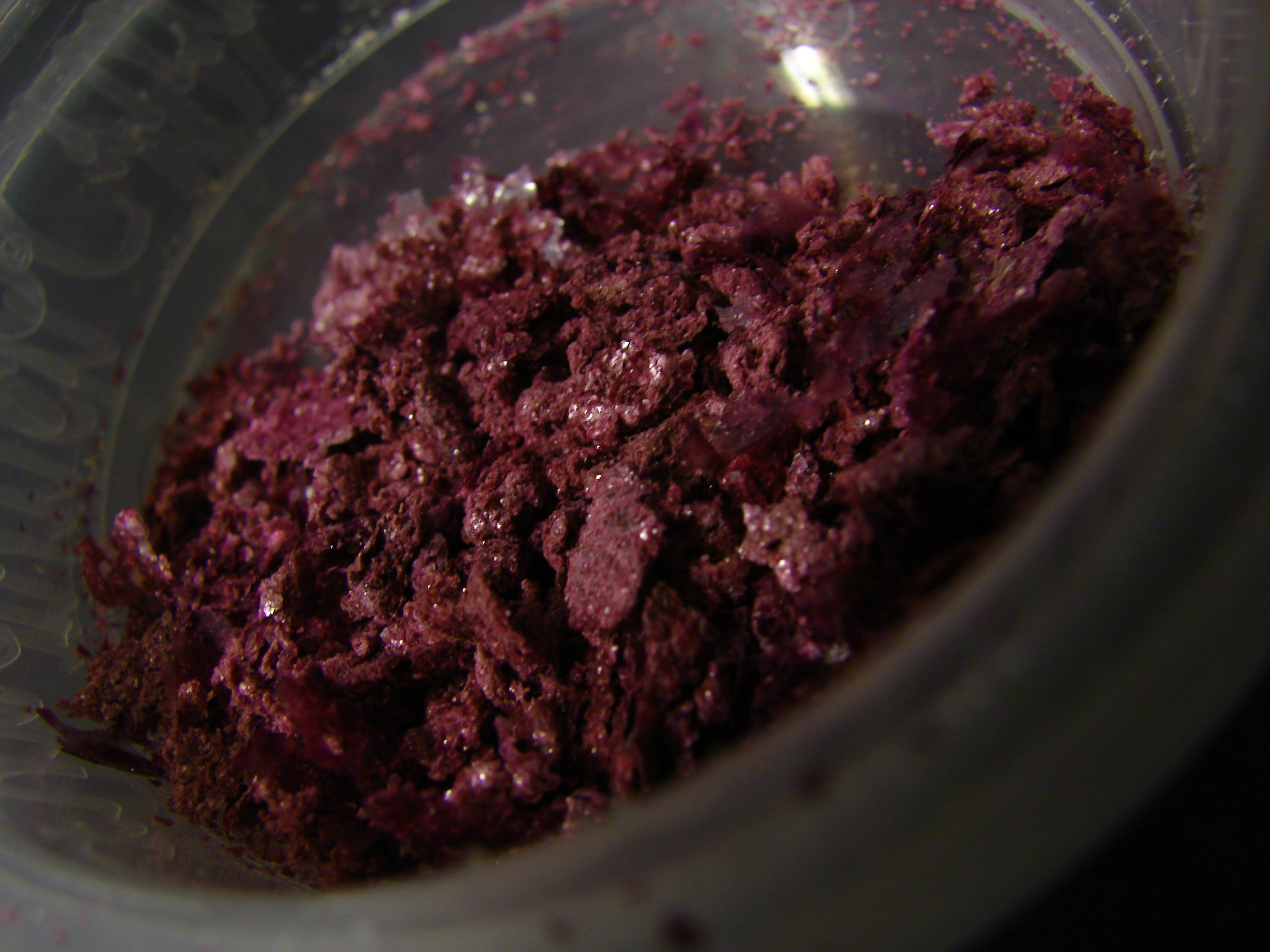
飽和して結晶化した酒石酸は、通常は透明だが、ワインの色に染まることもある。

酒石酸は、ワインの化学的安定性や色に大きく関わり、また最終的な味にも影響を与えるため、最も重要な酸である。大部分の植物では、この有機酸はほとんど含まれないが、ブドウ属にはかなりの濃度で含まれる。酒石酸の含有量は、ブドウの種類や土壌条件等によって異なる。パロミノは含有量が大きく、マルベックやピノ・ノワールは一般的に含有量が小さい。開花期には、花に多くの酒石酸が蓄積し、その後、若い果実に移行する。果実が熟す過程において酒石酸はリンゴ酸と異なり、呼吸等で代謝されず、そのため比較的保存される。
ブドウ中の酒石酸の半分以上は遊離酸ではなく、大部分はカリウム酸塩として存在する。発酵中、これらの酒石酸は発酵かすやパルプ屑、沈殿したタンニンや色素に結合している。ブドウの種類や地域により差異はあるが、一般的に約半分の沈殿物はワインのアルコール混合物に溶ける。これらの酒石酸の結晶化は任意の時間に起こり、ワインボトルが割れたガラスのように見えることがあるが、無害である。ワイン中の酒石酸を結晶化させて沈殿させるために、ワインを凝固点以下の温度に置くこともある。

## リンゴ酸

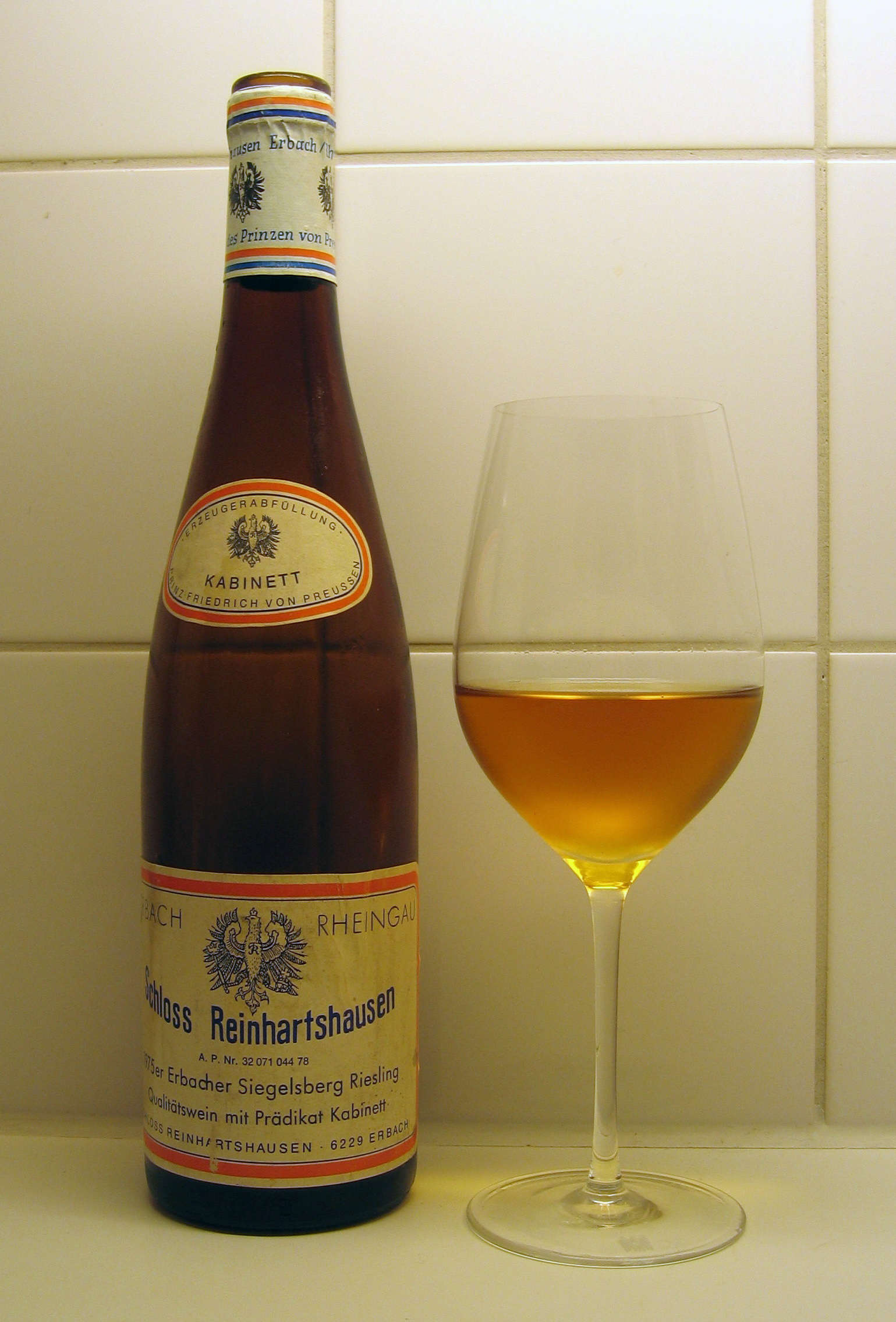
ドイツのラインガウ等、寒い地域のリースリングは、リンゴ酸を多く含む。

リンゴ酸は、酒石酸とともにワイン用ブドウに含まれる主要な酸の1つである。この前は物質はほぼ全ての果物に含まれるが、青リンゴに最も多く含まれ、ワインの風味に最も反映されやすい。その化学構造のため、リンゴ酸はエネルギーを伝搬する酵素反応に関わることができる。含有量はブドウの種類によって異なり、バルベーラやカリニャン、シルヴァネール等は多く含む。ブドウ中のリンゴ酸の量は、熟す直前にピークになり、20 g/Lにもなる。熟す段階が進むと、リンゴ酸は呼吸りの過程で代謝され、収穫期にはその含有量は、1-9 g/Lまで低下する。呼吸によるリンゴ酸の損失は、暖かい時期ほど多い。果実内のリンゴ酸が全て使い尽くされるのは、過熟（老化）の状態である。この損失を補うために、ワイナリーで外部から酸を加えることもある。リンゴ酸は、醸造の過程でマロラクティック発酵によりさらに失われる。この過程では、細菌が多価で酸解離定数の低いリンゴ酸を一価で酸解離定数の高い乳酸に変換し、その結果、ワインのpHは高くなり、口当たりも変わる。
この過程に関与する細菌は、ワイナリーや桶の中に天然に存在するが、育種した細菌を植菌することもある。特にリンゴ酸が過剰なワイン等ではこの発酵は有益であるが、シュナン・ブランやリースリングでは、ジアセチルのバター臭を与え、向いていない。一般的に、赤ワインは白ワインよりもリンゴ酸が多く、マロラクティック発酵が行われることが多い（ただし有名な例外として、シャルドネはオーク樽でマロラクティック発酵される）。

## 乳酸

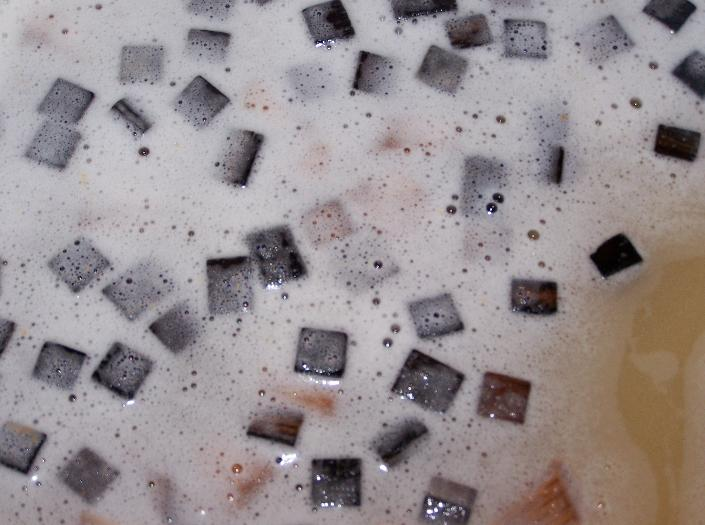
シャルドネはオーク樽での発酵中にマロラクティック発酵が起こることが多く、写真のようにオークチップを使った場合でも同様である。より弱くミルキーな乳酸は、ワインにクリーミーな口当たりを与える。

酒石酸やリンゴ酸よりも弱い酸である乳酸は、しばしばワインの「ミルキー」さに関与し、ザワークラウトやヨーグルトに含まれる主要な酸である。ワイン醸造中に、オエノコッカス属、ペディオコッカス属、ラクトバチルス属等の乳酸菌によって作られる。これらの細菌は、糖やリンゴ酸を乳酸に変換する。この過程は、一部のワインでは、複雑さを増したり、リンゴ酸のトゲトゲしさを和らげたりと良い効果を持つこともあるが、一般的には、風味を損ねたり濁度を上げたりする。乳酸菌株の中には、ヒスタミンやチラミン、プトレシン等の生体アミンも生産し、人によっては赤ワイン頭痛の原因となる。マロラクティック発酵を制御または抑制したい場合は、細菌を不活化させるために二酸化硫黄を用いることができる。醸造かすは細菌の栄養源となるため、ここからすぐにワインを絞ってしまうことも細菌の制御となる。細菌は木の繊維の深い所に潜むため、ワイン樽や醸造器具にも慎重な注意を払う必要がある。

## クエン酸
ライム等の柑橘類にはクエン酸は多く含まれているが、ブドウ中では、酒石酸の量の約1/20とわずかしか見られない。一般的にワイン中に含まれるクエン酸は、発酵スクロース溶液に由来する酸を人工的に加えたものである。このような安価な添加物は、ワインの酸性度を上げるためによく用いられるが、ワインに柑橘系の風味がついてしまうため、クエン酸は酒石酸やリンゴ酸ほど頻繁には用いられない。酵母はクエン酸を酢酸に変えてしまうため、クエン酸の添加は、一次アルコール発酵の後に行われる。欧州連合では、ワインの酸性化のためにクエン酸を用いることは禁止されているが、フェロシアン化カリウムが使えない時に鉄や銅を除去する目的では限定的に使用が認められている。

## その他の酸
酢酸は、発酵期間中またはその後にワイン中で作られる2炭素酸である。ワイン関連の主要な酸の中では最も揮発性が高く、酢の酸味の原因となっている。発酵中、酵母の活動により、少量の酢酸が自然に生成される。ワインが酸素に晒されると、アセトバクター属の細菌がエタノールを酢酸に変換する。この過程はワインの「酢化」として知られ、ワインが酢に分解されていく反応である。過剰量の酢酸は、ワインの不純物と考えられる。酢酸に対する感受性は人によって異なるが、大部分の人は約600 mg/Lを越えると気づく。
ビタミンCとしても知られるアスコルビン酸は、熟す前の若いブドウ果実に含まれるが、熟す過程で急速に失われる。ワイン醸造においては、抗酸化物質として二酸化硫黄とともに、白ワインのボトル詰め過程でしばしば加えられる。欧州連合では、添加物としてのアスコルビン酸の使用は、150 mp/Lに制限されている。

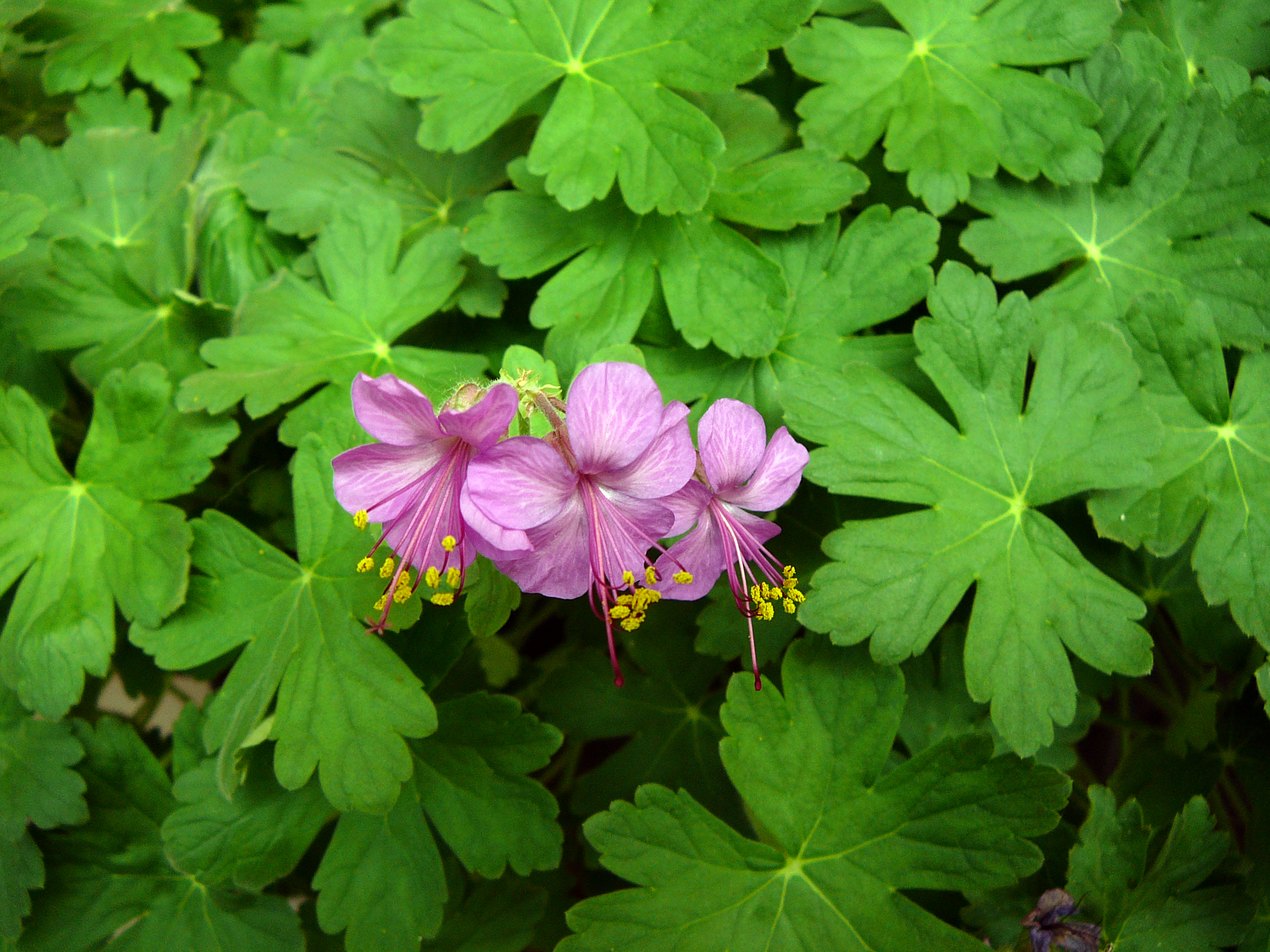
潰したゼラニウムの葉の匂いは、ソルビン酸由来の不純物が含まれている証拠である。

酪酸は、細菌が生成するワインの不純物である。ワインに傷んだカマンベールチーズかバターのような匂いを与える。
ソルビン酸は、甘いワインでしばしば菌類、細菌、酵母の成長を抑える目的で保存料として加えられる添加物である。二酸化硫黄とは異なり、乳酸菌の成長は阻害しない。欧州連合では、添加されるソルビン酸の量は200 mg/Lを超えないように制限されている。大部分の人は、濃度が135 mg/Lを越えると認識できるが、50mg/Lで気づく人もいる。ソルビン酸はワインの風味を損ない、悪臭の原因となる。ワイン中で乳酸菌によりソルビン酸が代謝されると、ゼラニウムの葉を潰したような匂いを出す物質が生じる。
コハク酸は、ワイン中には見られるが、熟したブドウには痕跡量しか存在しない。含有量はブドウの種類によって異なるが、赤ワイン用のブドウに多く含まれる。コハク酸は、発酵中の酵母による窒素代謝の副産物として生成する。コハク酸とエタノール1分子の反応により、エステルのコハク酸モノエチルが生成し、マイルドなフルーツ系の香りの原因となっている。

## ワイン醸造

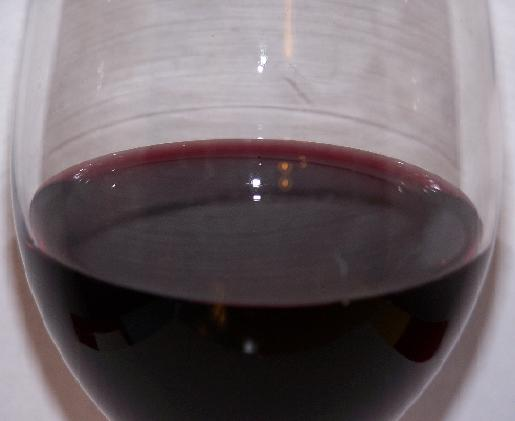
写真のカルメネールのような高pHのワインの色はより青っぽくなる。

ワイン用ブドウの酸性度は熟し始める直前で最も高くなる。完熟すると、糖濃度は高くなり、酸性度は低くなる。寒い気候のワイン産地のブドウは、熟す速度が遅いため、一般的に酸性度が高くなる。ブドウ果実の酸性度は、収穫を始める時期を決める重要な目安となる。シャンパンやその他のスパークリングワインの場合は、製造に高い酸性度が必要なため、しばしば未熟な段階で収穫される。
大部分の細菌は低pH溶液中では生存できないため、酸は二酸化硫黄がワインの劣化を防ぐ効果を助ける。これの2つの有名な例外は、酢酸菌と乳酸菌である。赤ワインでは、酸はワインの色を安定化させる効果もある。アントシアニンのイオン化はpHの影響を受けるため、サンジョヴェーゼ等の低pHのワインはより赤色が強く、色が安定する。一方、シラー等の高pHのワインは安定性の低い青色の色素が多く、濁った灰色や茶色を帯びる。白ワインでは、高pHは、ワイン中のフェノール成分の色を濃くし、最終的に重合させて茶色の沈殿となる。
ブドウの熟成の段階が進んでから収穫される暖かい地域では、ワインの酸性度を上げるために、酸をさらに加えることがある。酒石酸が最も多く加えられるが、クエン酸やリンゴ酸が用いられることもある。酸は、一次発酵の前または後に加えることができる。ブレンドや熟成の時点で加えることもできるが、この時点で加えると飲む時に酸の味を感じることがある。

## テイスティング
ワイン中の酸の量は、ワインの質や味にとって重要な要素である。酸の味は、切れ味と舌の両側のチクチクする感じ、後味の良さで感じることができる。特に重要なのは、酸味と甘味のバランスと、タンニンやその他のフェノール等の苦味成分である。酸の多すぎるワインは、酸っぱくなる。逆に酸の少ないワインは、平坦で特徴のない味になる。